# Robert Jan Westdijk
Robert Jan Westdijk (Utrecht, 2 november 1964) is een Nederlands filmregisseur. Hij debuteerde in 1995 met de volledig zonder subsidies gemaakte film Zusje, waarmee hij zijn eerste Gouden Kalf won (in de categorie 'beste lange speelfilm'). Dertien jaar en zes nominaties later won hij zijn tweede, voor de montage van Het echte leven.

## Filmloopbaan
Westdijk voltooide in 1987 een studie Montage aan de Nederlandse Film en Televisie Academie. Daarna toog hij aan het werk als regisseur, scenarioschrijver en filmmonteur. Na enkele jaren bedrijfsfilmpjes gemaakt te hebben voor het geld verscheen in 1995 zijn filmdebuut Zusje, dat bijna geheel met enkel een handcamera werd gemaakt. De film werd in meer dan vijftien landen vertoond. Westdijk won er onder meer een Gouden Kalf voor, waarvoor ook hoofdrolspeelster Kim van Kooten werd genomineerd. Zij debuteerde in de film als actrice, nadat Westdijk haar toevallig op straat ergens was tegengekomen en haar voor zijn film vroeg.
Twee andere acteurs uit Zusje - Roeland Fernhout en Hugo Metsers III - kregen in 1998 de hoofdrollen toen Westdijk zijn volgende bioscoopfilm uitbracht, Siberia. Hiervoor kreeg hij ook de Amerikaanse voormalig Baywatch-actrice Nicole Eggert naar Nederland om een rolletje te spelen. Westdijks tweede film werd naar verhouding lauwtjes ontvangen. Hoewel er opnieuw een nominatie voor een Gouden Kalf binnenkwam, was deze ditmaal voor producente Clea de Koning.
Westdijk verfilmde in 2003 vervolgens het boek Phileine zegt sorry van Ronald Giphart. Hierin gebruikte hij Van Kooten weer als hoofdrolspeelster en deed hij voor de derde keer een beroep op Fernhout. Die speelde ditmaal een bescheiden rolletje als de  androgyne Jules. Met Phileine zegt sorry kwam Westdijk opnieuw volop in beeld op het Nederlands Film Festival met negen nominaties voor Gouden Kalveren, waaronder een voor zijn regie én een voor zijn scenario. Hoewel Westdijk zelf er hiervan geen verzilverde, namen zijn medewerkers vier beeldjes daadwerkelijk mee naar huis. Bovendien mocht Westdijk met Phileine zegt sorry voor het eerst in zijn loopbaan het Nederlands Film Festival openen.
Het echte leven was in 2008 Westdijks vierde bioscoopfilm. Het was de eerste die hij zowel regisseerde als volledig zelf schreef. Met daarin onder meer Ramsey Nasr, Sallie Harmsen, Loek Peters, Mike Libanon en Loes Haverkort liet hij een relatief onbekende rolbezetting ditmaal het acteerwerk doen. Opnieuw waren er vijf nominaties voor Gouden Kalveren Westdijks deel, waarvan een voor zijn eigen scenario en een voor zijn montage. Westdijk won in laatstgenoemde categorie op het Nederlands Film Festival 2008 voor de tweede keer in zijn carrière een Gouden Kalf, waar ook cameraman Menno Westendorp er een kreeg voor de cinematografie. Met Het echte leven opende hij voor de tweede keer het Nederlands Film Festival.
Westdijk bracht in 2010 De eetclub naar de bioscopen, de tweede verfilming van een boek van Saskia Noort.

## Filmografie
- Waterboys (2016)
- De eetclub (2010)
- Het echte leven (2008)
- Phileine zegt sorry (2003)
- Siberia (1998)
- Novellen: Tussen de bomen (1998, televisiefilm)
- Novellen: Hollandse held (1996, televisiefilm)
- Zusje (1995)

## Filmprijzen
Voor Zusje:
- Gouden Kalf - Nederlands Film Festival ( Utrecht, samen met Clea de Koning)
- Prijs van de stad Utrecht - idem
- Procirep Award - Premiers Plans - Festival d'Angers ( Angers)
- Gouden Tulp - Uluslararası İstanbul Film Festivali ( Istanboel)
- Zilveren Alexander - Thessaloniki International Film Festival ( Thessaloniki)
- Juryprijs - Torino International Festival of Young Cinema ( Toronto)
- Publieksprijs - idem

Voor Siberia:
- Special Jury Diploma - Sochi International Film Festival ( Sotsji)

Voor Het echte leven:
- Gouden Kalf - Nederlands Film Festival ( Utrecht)

- Biblioteca Nacional de España: XX1794000
- Gemeinsame Normdatei: 1180760026
- International Standard Name Identifier: 0000 0000 7826 9895
- Library of Congress Control Number: no2009139341
- Nederlandse Thesaurus van Auteursnamen: 152086498
- Virtual International Authority File: 100749528